# Grote Prijs (Unie van de Filmkritiek)
De Grote Prijs (Grand Prix) is een officiële Belgische Persprijs die sinds 1954 elk jaar uitgereikt wordt door de Unie van de Filmkritiek (UFK). Daarnaast reikt de UFK ook jaarlijks de André-Cavensprijs uit aan de beste
Belgische film van het afgelopen jaar. Onder alle films die officieel worden uitgebracht in België, bekroont de Grote Prijs van de UFK elk jaar de film die het meest heeft bijgedragen tot de verrijking en de uitstraling van de Zevende Kunst.

## Winnaars

### Jaren 1950
- 1955: Carosello napoletano — regisseur: Ettore Giannini
- 1956: Kinder, Mütter und ein General — regisseur: Laslo Benedek
- 1957: Picnic — regisseur: Joshua Logan
- 1958: 12 Angry Men — regisseur: Sidney Lumet
- 1959: Paths of Glory — regisseur: Stanley Kubrick

### Jaren 1960
- 1960: Hiroshima mon amour — regisseur: Alain Resnais
- 1961: The Left Handed Gun — regisseur: Arthur Penn
- 1962: Viridiana — regisseur: Luis Buñuel
- 1963: The Miracle Worker — regisseur: Arthur Penn
- 1964: Ride the High Country — regisseur: Sam Peckinpah
- 1965: Dr. Strangelove — regisseur: Stanley Kubrick
- 1966: The Knack ...and How to Get It — regisseur: Richard Lester
- 1967: Suna no onna — regisseur: Hiroshi Teshigahara
- 1968: Accident — regisseur: Joseph Losey
- 1969: Madeliefjes (Sedmikrásky)  — regisseur: Věra Chytilová

### Jaren 1970
- 1970: Ådalen 31 — regisseur: Bo Widerberg
- 1971: They Shoot Horses, Don't They? — regisseur: Sydney Pollack
- 1972: Il conformista — regisseur: Bernardo Bertolucci
- 1973: Cabaret — regisseur: Bob Fosse
- 1974: Fat City — regisseur: John Huston
- 1975: Delitto d'amore — regisseur: Luigi Comencini
- 1976: Aguirre, der Zorn Gottes — regisseur: Werner Herzog
- 1977: A Woman Under the Influence — regisseur: John Cassavetes
- 1978: Dodesukaden — regisseur: Akira Kurosawa
- 1979: Harlan County, USA — regisseur: Barbara Kopple

### Jaren 1980
- 1980: Newsfront — regisseur: Philip Noyce
- 1981: Sürü — regisseur: Zeki Ökten
- 1982: The Elephant Man — regisseur: David Lynch
- 1983: Cutter's Way — regisseur: Ivan Passer
- 1984: Zelig — regisseur: Woody Allen
- 1985: The Draughtsman's Contract — regisseur: Peter Greenaway
- 1986: Stranger Than Paradise — regisseur: Jim Jarmusch
- 1987: Höhenfeuer — regisseur: Fredi M. Murer
- 1988: Der Himmel über Berlin — regisseur: Wim Wenders
- 1989: Bird — regisseur: Clint Eastwood
  - House of Games — regisseur: David Mamet
  - Hope and Glory — regisseur: John Boorman
  - Babettes gæstebud — regisseur: Gabriel Axel
  - Lunga vita alla signora! — regisseur: Ermanno Olmi

### Jaren 1990
- 1990: Distant Voices, Still Lives — regisseur: Terence Davies
  - Do the Right Thing — regisseur: Spike Lee
  - Dead Ringers — regisseur: David Cronenberg
  - Tucker: The Man and His Dream — regisseur: Francis Ford Coppola
  - Kuroi ame (Black Rain) — regisseur: Shohei Imamura
- 1991: Krótki film o milosci — regisseur: Krzysztof Kieślowski
  - Zamri, umri, voskresni! — regisseur: Vitali Kanevski
  - Le Mari de la coiffeuse — regisseur: Patrice Leconte
  - Roger and Me — regisseur: Michael Moore
  - Wild at Heart — regisseur: David Lynch
- 1992: An Angel at My Table — regisseur: Jane Campion
  - Barton Fink — regisseur: Joel en Ethan Coen
  - Delicatessen — regisseur: Marc Caro en Jean-Pierre Jeunet
  - The Silence of the Lambs — regisseur: Jonathan Demme
  - Miller's Crossing — regisseur: Joel en Ethan Coen
- 1993: Da hongdenglong gaogao gua (Raise the Red Lantern) — regisseur: Zhang Yimou
  - Il ladro di bambini — regisseur: Gianni Amelio
  - Jacquot de Nantes — regisseur: Agnès Varda
  - Riff-Raff — regisseur: Ken Loach
  - Trust — regisseur: Hal Hartley
- 1994: Raining Stones — regisseur: Ken Loach
  - City of Hope — regisseur: John Sayles
  - Naked — regisseur: Mike Leigh
  - Reservoir Dogs — regisseur: Quentin Tarantino
  - One False Move — regisseur: Carl Franklin
- 1995: Exotica — regisseur: Atom Egoyan
  - What's Eating Gilbert Grape — regisseur: Lasse Hallström
  - Caro diario — regisseur: Nanni Moretti
  - Pulp Fiction — regisseur: Quentin Tarantino
  - Ruby in Paradise — regisseur: Victor Nuñez
- 1996: Little Odessa — regisseur: James Gray
  - Before the Rain — regisseur: Milčo Mančevski
  - Heavenly Creatures — regisseur: Peter Jackson
  - Ed Wood — regisseur: Tim Burton
  - Once Were Warriors — regisseur: Lee Tamahori
- 1997: Kauas pilvet karkaavat — regisseur: Aki Kaurismäki
  - Bound — regisseur: Andy en Larry Wachowski
  - Crash — regisseur: David Cronenberg
  - Fargo — regisseur: Joel en Ethan Coen
  - La Promesse — regisseur: Luc en Jean-Pierre Dardenne
- 1998: Lone Star — regisseur: John Sayles
  - La Vie de Jésus — regisseur: Bruno Dumont
  - Lost Highway — regisseur: David Lynch
  - The Full Monty — regisseur: Peter Cattaneo
  - When We Were Kings — regisseur: Leon Gast
- 1999: Hana-bi — regisseur: Takeshi Kitano
  - Dieu seul me voit (Versailles-Chantiers) — regisseur: Bruno Podalydès
  - Jackie Brown — regisseur: Quentin Tarantino
  - The General — regisseur: John Boorman
  - The Big Lebowski — regisseur: Joel en Ethan Coen

### Jaren 2000
- 2000: Festen — regisseur: Thomas Vinterberg
  - Lola rennt — regisseur: Tom Tykwer
  - Ghost Dog: The Way of the Samurai — regisseur: Jim Jarmusch
  - Happiness — regisseur: Todd Solondz
  - De wind zal ons meenemen (Bād mā rā khāhad bord) — regisseur: Abbas Kiarostami
- 2001: In the Mood for Love — regisseur: Wong Kar-Wai
  - American Beauty — regisseur: Sam Mendes
  - La Virgen de los sicarios — regisseur: Barbet Schroeder
  - Mononoke Hime — regisseur: Hayao Miyazaki
  - Suzhou he — regisseur: Lou Ye
- 2002: Amores perros — regisseur: Alejandro González Iñárritu
  - Les Glaneurs et la Glaneuse — regisseur: Agnès Varda
  - Memento — regisseur: Christopher Nolan
  - The Pledge — regisseur: Sean Penn
  - Yi yi — regisseur: Edward Yang
- 2003: Strokes of Fire — regisseur: Im Kwon-taek
  - Bowling for Columbine — regisseur: Michael Moore
  - Ghost World — regisseur: Terry Zwigoff
  - Hop — regisseur: Dominique Standaert
  - Lantana — regisseur: Ray Lawrence
- 2004: La meglio gioventù — regisseur: Marco Tullio Giordana
  - Adaptation. — regisseur: Spike Jonze
  - Spirited Away — regisseur: Hayao Miyazaki
  - Punch-Drunk Love — regisseur: Paul Thomas Anderson
  - The Quiet American — regisseur: Phillip Noyce
- 2005: Oldboy — regisseur: Park Chan-wook
  - American Splendor — regisseur: Shari Springer Berman en Robert Pulcini
  - Eternal Sunshine of the Spotless Mind — regisseur: Michel Gondry
  - Infernal Affairs — regisseur: Andrew Lau en Alan Mak
  - Lost in Translation — regisseur: Sofia Coppola
- 2006: Bin-jip — regisseur: Kim Ki-duk
  - A History of Violence — regisseur: David Cronenberg
  - Mar adentro — regisseur: Alejandro Amenábar
  - Sideways — regisseur: Alexander Payne
  - The Three Burials of Melquiades Estrada — regisseur: Tommy Lee Jones
- 2007: Syriana — regisseur: Stephen Gaghan
  - Tiān biān yi duǒyún — regisseur: Tsai Ming-liang
  - La Tourneuse de pages — regisseur: Denis Dercourt
  - El laberinto del fauno — regisseur: Guillermo del Toro
  - The Squid and the Whale — regisseur: Noah Baumbach
- 2008: Auf der anderen Seite — regisseur: Fatih Akın
  - A fost sau n-a fost? — regisseur: Corneliu Porumboiu
  - Curse of the Golden Flower — regisseur: Zhang Yimou
  - Le Scaphandre et le Papillon — regisseur: Julian Schnabel
  - The Host — regisseur: Bong Joon-ho
- 2009: Hunger — regisseur: Steve McQueen
  - Before the Devil Knows You're Dead — regisseur: Sidney Lumet
  - Gomorra — regisseur: Matteo Garrone
  - There Will Be Blood — regisseur: Paul Thomas Anderson
  - Two Lovers — regisseur: James Gray

### Jaren 2010
- 2010: Antichrist — regisseur: Lars von Trier
  - Fish Tank — regisseur: Andrea Arnold
  - Il divo — regisseur: Paolo Sorrentino
  - Aruitemo aruitemo — regisseur: Hirokazu Kore-eda
  - Un prophète — regisseur: Jacques Audiard
- 2011: A Single Man — regisseur: Tom Ford
  - Another Year — regisseur: Mike Leigh
  - Fantastic Mr. Fox — regisseur: Wes Anderson
  - Madeo (Mother) — regisseur: Bong Joon-ho
  - Si (Poetry) — regisseur: Lee Chang-dong
- 2012: The Artist — regisseur: Michel Hazanavicius
  - Drive — regisseur: Nicolas Winding Refn
  - Essential Killing — regisseur: Jerzy Skolimowski
  - Jodaeiye Nader az Simin — regisseur: Asghar Farhadi
  - Winter's Bone — regisseur: Debra Granik
- 2013: Beasts of the Southern Wild — regisseur: Benh Zeitlin
  - Ernest et Célestine — regisseur: Benjamin Renner, Vincent Patar et Stéphane Aubier
  - Killer Joe — regisseur: William Friedkin
  - Take Shelter — regisseur: Jeff Nichols
  - Shame — regisseur: Steve McQueen
- 2014: Mud — regisseur: Jeff Nichols
  - La vie d'Adèle — regisseur: Abdellatif Kechiche
  - La grande bellezza — regisseur: Paolo Sorrentino
  - Spring Breakers — regisseur: Harmony Korine
  - Oh Boy — regisseur: Jan Ole Gerster
- 2015: Timbuktu — regisseur: Abderrahmane Sissako
  - Boyhood — regisseur: Richard Linklater
  - Gett: Le procès de Viviane Amsalem — regisseur: Ronit Elkabetz et Shlomi Elkabetz
  - The Grand Budapest Hotel — regisseur: Wes Anderson
  - Kreuzweg — regisseur: Dietrich Brüggemann
- 2016: Saul fia — regisseur: László Nemes
  - The Lobster — regisseur: Yorgos Lanthimos
  - Mad Max: Fury Road — regisseur: George Miller
  - Mustang — regisseur: Deniz Gamze Ergüven
  - Whiplash — regisseur: Damien Chazelle
- 2017: Carol — regisseur: Todd Haynes
  - Frantz — regisseur: François Ozon
  - Hell or High Water — regisseur: David Mackenzie
  - Paterson — regisseur: Jim Jarmusch
  - Truman — regisseur: Cesc Gay
- 2018: Nelyubov — regisseur: Andrej Zvjagintsev
  - Una mujer fantástica — regisseur: Sebastián Lelio
  - Get Out — regisseur: Jordan Peele
  - Lady Macbeth — regisseur: William Oldroyd
  - Manchester by the Sea — regisseur: Kenneth Lonergan
- 2019: Zimna wojna — regisseur: Paweł Pawlikowski
  - The Florida Project — regisseur: Sean Baker
  - Roma — regisseur: Alfonso Cuarón
  - Three Billboards Outside Ebbing, Missouri — regisseur: Martin McDonagh
  - Kona fer í stríð — regisseur: Benedikt Erlingsson

### Jaren 2020
- 2020: Werk ohne Autor — regisseur: Florian Henckel von Donnersmarck
  - Joker — regisseur: Todd Phillips
  - Marriage Story — regisseur: Noah Baumbach
  - Les Misérables — regisseur: Ladj Ly
  - Parasite — regisseur: Bong Joon-ho
- 2021: 1917 — regisseur: Sam Mendes
  - A Hidden Life — regisseur: Terrence Malick
  - Jojo Rabbit — regisseur: Taika Waititi
  - La Llorona — regisseur: Jayro Bustamante
  - Little Women — regisseur: Greta Gerwig
- 2022: Verdens verste menneske — regisseur: Joachim Trier
  - The Power of the Dog — regisseur: Jane Campion
  - Nomadland — regisseur: Chloé Zhao
  - Dear Comrades! — regisseur: Andrej Kontsjalovski
  - Josep — regisseur: Aurel